# Institut for Teknologi og Innovation
Institut for Teknologi og Innovation er et institut under Det Tekniske Fakultet ved Syddansk Universitet i Odense.
Instituttet driver forskning indenfor: 
- Civil and Architectural Engineering
- Engineering Operations Management
- Innovation and Design Engineering
- Mechanical Engineering
- Sustainable Supply Chain Engineering

Instituttet driver uddannelser indenfor: 
- Adgangskurser
- Civilingeniør på bachelorniveau
- Civilingeniør på kandidatniveau
- Diplomingeniør (3½ år)
- Ph.d.-forløb
- Tvær-disciplinære and internationale programs

Institut for Teknologi og Innovation ledes af institutleder Peder Thusgaard Ruholf.